# Cantón de Varennes-en-Argonne
El cantón de Varennes-en-Argonne era una división administrativa francesa, que estaba situada en el departamento de Mosa y la región de Lorena.

## Composición
El cantón estaba formado por doce comunas:
- Avocourt
- Baulny
- Boureuilles
- Charpentry
- Cheppy
- Esnes-en-Argonne
- Lachalade
- Malancourt
- Montblainville
- Varennes-en-Argonne
- Vauquois
- Véry

## Supresión del cantón de Varennes-en-Argonne
En aplicación del Decreto nº 2014-166 de 17 de febrero de 2014, el cantón de Varennes-en-Argonne fue suprimido el 22 de marzo de 2015 y sus 12 comunas pasaron a formar parte del nuevo cantón de Clermont-en-Argonne.